# معالجة حمأة مياه الصرف الصحي

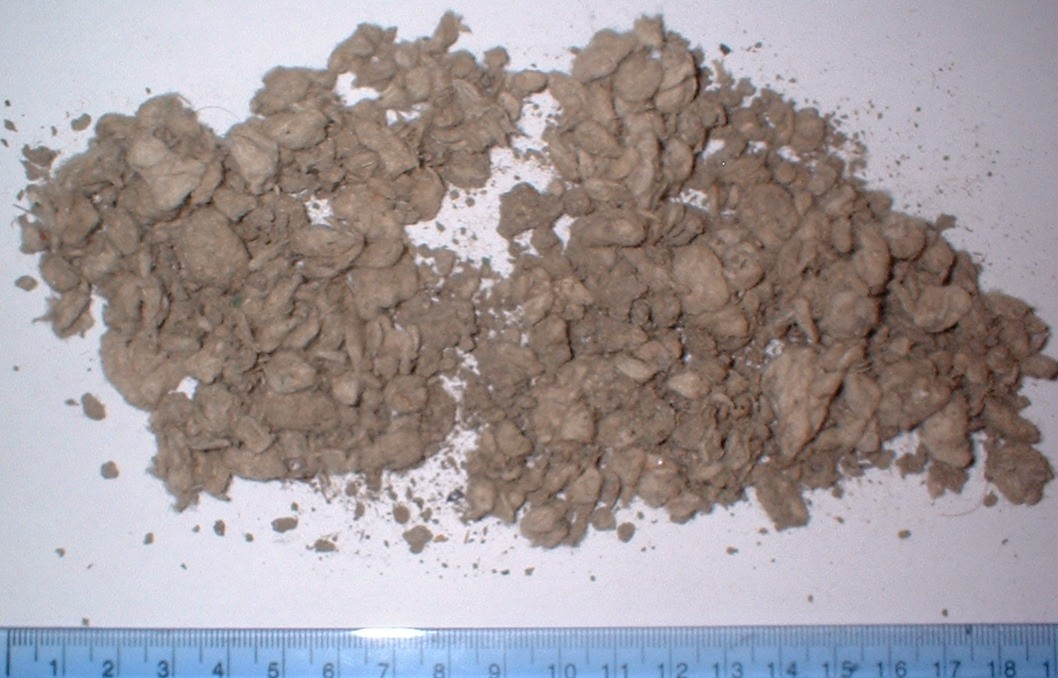

يُمكن وصف معالجة حمأة مياه الصرف الصحي (مخلفات الصرف الصحي الصلبة) على أنها عملية تُستخدم لإدارة ومعالجة حمأة مياه المجاري أو التخلص منها. تتكون الحمأة في مُعظمها من الماء المصحوب بكميات أقل من المواد الصلبة التي أُزيلت من مياه الصرف الصحي. تتضمن الحمأة الأولية الرواسب الصلبة التي أُزيلت أثناء عملية المعالجة في أجهزة المعالجة الأولية. بينما تُفصل الحمأة الثانوية من خلال أجهزة المعالجة الثانوية، والتي تشمل معالجة حماة الصرف الصحي في المفاعلات الحيوية الثانوية.
تركز عملية معالجة الحمأة على تقليل وزنها وحجمها لتقليل تكلفة التخلص منها وتجنب المخاطر الصحية المُحتملة التي يُمكن أن تنتج من الخيارات والوسائل المُستخدمة للتخلص منها. تُعتبر إزالة المياه هي الوسيلة الأولية لتقليل حجم ووزن الحمأة، بينما يُقضى على العوامل الممرضة من خلال التسخين أثناء عملية الهضم الحراري أو التسميد أو الترميد. يعتمد اختيار الوسيلة المناسبة لعملية معالجة حمأة الصرف الصحي على حجم الحمأة التي تُنتج، ومقارنة تكاليف عمليات المعالجة لجميع الخيارات المتاحة. يُعتبر التسميد والتجفيف بالهواء أكثر العمليات قبولًا في المجتمعات الريفية، بينما تجعل محدودية توافر الأراضي عملية الهضم الهوائي للحمأة وعملية النزع الميكانيكي للمياه هما الأكثر قبولًا وملاءمة للمدن، كما يُمكن أن تُشجع وفرة الحجم والإنتاج على استخدمها كبدائل للحصول على الطاقة.
يُمكن الحصول على الطاقة من حمأة مياه الصرف الصحي من خلال غاز الميثان الناتج أثناء الهضم اللاهوائي أو من خلال عملية ترميد الحمأة الجافة، لكن الطاقة الناتجة من تلك العمليات لن تكون كافية لتشغيل مضخات المياه أو أجهزة الطرد المركزي اللازمة لإزالة المياه من الحمأة. ربما تحتوي المواد الصلبة الأولية الخشنة والمواد الثانوية للحمأة على مركبات وعناصر كيميائية سامة أُزيلت من مياه الصرف الصحي عن طريق عملية الترسيب على الجزيئات الصلبة داخل أجهزة معالجة الحمأة، ومع ذلك تُزيد عملية تقليل الحجم من تركيز المواد الكيميائية السامة في الحمأة.

## علم المصطلحات

### المواد الصلبة الحيوية
عادة ما يُستخدم هذا المصطلح في المنشورات المُتعلقة بهندسة مياه الصرف الصحي أو حصيلة وجهود العلاقات العامة التي تقوم بها السلطات المحلية للمياه عندما تهتم بإعادة استخدام حمأة مياه الصرف الصحي بعد أن تخضع الحمأة لعمليات المعالجة المناسبة. في الحقيقة، تُعرف المواد الصلبة الحيوية على أنها المواد الصلبة العضوية الموجودة بمياه الصرف الصحي والتي يُمكن إعادة استخدامها بعد عمليات تثبيت الاستقرار مثل الهضم اللاهوائي والتسميد. استُخدم هذا المُصطلح لأول مرة في اتحاد البيئة المائية في الولايات المتحدة الأمريكية عام (1998). ومع ذلك، يعتقد بعض الناس أن استخدام هذا المصطلح ما هو إلا مجرد دعاية بهدف إخفاء حقيقة الأضرار التي يُمكن أن تسببها حمأة الصرف الصحي المُعالجة عند إعادة استخدامها على التربة مرة أخرى، على سبيل المثال، الملوثات الصيدلانية الثابتة البيئية.

## عمليات المعالجة

### التثخين (التكثيف)
عادة ما يكون التثخين هو الخطوة الأولى في عملية معالجة الحمأة. تُجمع الحمأة الناتجة من عمليات التنقية الأولية والثانوية (غالبًا بعد إضافة بعض العوامل الكيميائية المُنقية) لتكوين تكتلات أكبر وأكثر سرعة في الترسيب. بعد ذلك، تُكثّف الحمأة الأولية حتى تحتوي على نحو 10% من المواد الصلبة، بينما تُكثف الحمأة الثانوية حتى تحتوي على نحو 4% من المواد الصلبة. عادة ما تتشابه عوامل التكثيف مع عوامل التنقية لكن بإضافة آلية التقليب. في بعض الحالات، تخضع الحمأة المعالجة التي تحتوي على نسبة أقل من 10% إلى عملية معالجة إضافية، بينما يعود الفائض السميك ليدخل في عملية معالجة أخرى.

### نزع المياه
يُمكن تقليل محتوى الحمأة من الماء عن طريق عمليات الطرد المركزي أو الفلترة أو بالتبخير لتقليل تكلفة النقل أو لتحسين ملاءمتها لعملية التسميد. في بعض الاحيان يكون الطرد المركزي عملية ضرورية لتقليل حجم الحمأة قبل دخولها في عملية الفلترة أو التبخير. يحدث الترشيح من خلال تمرير الحمأة فوق مصارف سفلية تتكون من طبقات من الرمال الجافة، أو من خلال عملية ميكانيكية منفصلة بمكبس فلترة الحزام (أو الآلة الحزامية الأوتوماتيكية للترشيح). يعود السائل المُرشح والمواد الصلبة المُكثفة مرة أخرى للدخول في عملية المعالجة التالية. بعد انتهاء عملية نزع الماء، يُمكن التعامل مع الحمأة كمواد صلبة تحتوي على ما بين 50% إلى 75% من الماء. عادة ما يتم التعامل مع الحمأة عالية الرطوبة التي خضعت لعملية نزع الماء كمواد سائلة.

## تقنيات المعالجة الجانبية (الفرعية)
ينتج عن تقنيات معالجة الحماة المستخدمة للتثخين أو لنزع المياه من الحمأة مُنتجين: الحمأة المُثخنة أو منزوعة الماء والجزء السائل الناتج عن عملية المعالجة الذي يُسمّى سائل معالجة الحمأة. يتطلب هذا السائل المزيد من عمليات المعالجة لاحتوائه على نسبة عالية من النيتروجين والفسفور، خصوصًا إذا تعرضت الحمأة للهضم اللاهوائي. يُمكن أن تحدث عملية المعالجة في محطات الصرف الصحي نفسها (من خلال إعادة تدوير السوائل الناتجة من عملية معالجة الحمأة لتدخل في عملية معالجة جديدة لمزيد من التنقية) أو من خلال عملية معالجة منفصلة.

### الهضم
تُعالج الحمأة باستخدام العديد من التقنيات الهاضمة المختلفة، والتي يكون الغرض منها تقليل كمية المواد العضوية وأعداد الكائنات المجهرية الدقيقة المُسببة للأمراض والموجودة في المواد الصلبة بالحمأة. يُعتبر الهضم اللاهوائي والهضم الهوائي والتسميد أكثر الخيارات شيوعًا في معالجة الحمأة. تُوفر عملية هضم الحمأة العديد من المزايا المادية عن طريق تقليل حجم وكتلة الحمأة إلى نحو 50%، وتوفير الغاز الحيوي كمصدر متاح للطاقة.
الهضم اللاهوائي: هو عملية بكتيرية تُنفذ في غياب الأوكسيجين. يُمكن أن تُستخدم هذه العملية أيضًا في وجود هضم الحراري، حيثُ تُخمر الحمأة في خزانات تحت درجة حرارة مرتفعة لنحو 55 درجة مئوية، أو تحت درجة حرارة معتدلة لنحو 36 درجة مئوية. على الرغم من أن الهضم الحراري يوفر الكثير من الوقت إلا أنه أكثر تكلفة في استهلاك الطاقة بسبب تسخين الحمأة.
يُعتبر الهضم الحراري المُعتدل وسيلة شائعة لمعالجة الحمأة في محطات مياه الصرف الصحي. حيثُ توضع الحمأة في خزانات ضخمة لنحو 12 يومًا لتسمح بحدوث عملية المعالجة على أربع مراحل ضرورية لإتمام عملية الهضم، وهي التحلل المائي وتكوين الحمض وتكوين الأسيتون وتكوين الميثان. في هذه العمليات الأربع، تتفكك السكريات والبروتينات المُعقدة لتكوّن مركبات أبسط مثل الماء وثاني أكسيد الكربون والميثان.
تُنتِج عملية الهضم اللاهوائي بعض الغازات الحيوية مع نسبة عالية من غاز الميثان الذي يُمكن استخدامه في تسخين خزانات الحمأة نفسها أو في تشغيل المحركات. يُعتبر إنتاج الميثان الميزة الأهم من عملية الهضم اللاهوائي للحمأة، أما العيب الرئيسي في العملية هو التكلفة المُرتفعة واستغراق مدة طويلة نسبيًا تصل أحيانًا لنحو 30 يومًا. تستخدم العديد من المحطات الكبيرة الغازات الحيوية الناتجة في عملية توليد الحرارة وانتاج الطاقة، حيثُ تُستخدم الغازات في إدارة التوربينات لتوليد الطاقة الكهربائية اللازمة للحفاظ على درجة حرارة خزانات الحمأة عند درجة الحرارة المطلوبة. يُمكن إنتاج كميات كبيرة من الطاقة الكهربائية بهذه الطريقة لتكفي أكثر مما تحتاجه الآلات.

### الهضم الهوائي
هو عملية بكتيرية تُنفذ في وجود الأكسجين كما في عملية الحمأة المُنشطة. في ظل الظروف الهوائية، تستهلك البكتيريا المواد العضوية الموجودة في الحمأة لتنتج ثاني أكسيد الكربون. بمجرد نفاذ المواد العضوية في الحمأة تموت البكتيريا لتتغذى عليها بكتيريا أخرى فيما يُعرف بالتنفس الداخلي -ذاتي المنشأ-. في هذه العملية تُختزل الموا الصلبة الموجودة في الحمأة بشكل كبير. دائمًا ما تكون التكاليف الرأسمالية للهضم الهوائي أقل من تكاليف الهضم اللاهوائي بسبب إتمام العملية بشكل أسرع من الهضم اللاهوائي. ومع ذلك فإن تكاليف تشغيل عملية الهضم الهوائي أكبر من الهضم اللاهوئي بسبب الطاقة المُستخدمة في المُحركات والمضخات والمنفخات التي تدعم سير العملية بالأكسجين، لكن الآن توجد العديد من التطورات التكنولوجية التي تتضمن استخدام أنظمة لمرشحات هوائية غير كهربائية تستخدم تيارات الهواء الطبيعي في عملية التهوية بدلًا من الآلات الكهربائية مما يقلل التكلفة بشكل كبير.